# Hans Dobbertin
Hans Dobbertin (1952 - 2006) fue un criptógrafo alemán que realizó criptoanálisis de los algoritmos MD4, MD5, y en las funciones hash del RIPEMD original, así como en su participación en el diseño de la función de hash de la nueva versión del RIPEMD. Fue un miembro de la Oficina Federal Alemana para la Seguridad de la Información (en alemán: Bundesamt für Sicherheit in der Informationstechnik, BSI) y profesor de la Universidad de Ruhr en Bochum.